# ارینا شینکروک
ارینا شینکروک (اوکراینی: Ірина Шинкарук؛ زادهٔ ۳۱ ژوئیهٔ ۱۹۷۹) خواننده اهل اوکراین است. وی از سال ۱۹۹۱ میلادی تاکنون مشغول فعالیت بوده‌است.